# Bradley Cooper
Bradley Cooper, ameriški filmski in televizijski igralec, * 5. januar 1975, Filadelfija, Pensilvanija, Združene države Amerike.

## Filmografija
- 2001: Wet Hot American Summer - Ben
- 2002: My Little Eye - Travis Patterson
- 2002: Bending All the Rules - Jeff
- 2003: The Last Cowboy - Morgan Murphy
- 2004: I Want to Marry Ryan Banks - Todd Doherty
- 2005: Wedding Crashers - Zachary »Sack« Lodge
- 2006: Failure to Launch - Demo
- 2007: The Comebacks - Cowboy
- 2008: The Midnight Meat Train - Trash
- 2008: The Rocker - Trash Grice
- 2008: Yes Man - Peter
- 2008: Older than America - Luke
- 2009: He's Just Not That Into You - Ben
- 2009: The Hangover - Philip »Phil« Wenneck
- 2009: All About Steve - Steve Gunders
- 2009: New York, I Love You - Gus Cooper
- 2009: Case 39 - Douglas J. Ames
- 2010: Valentine's Day - Holden Bristow
- 2010: The A-Team - Templeton Arthur »The Faceman« Peck
- 2010: Brother's Justice - Bradley Cooper/Dwight Sage
- 2011: Limitless - Edward »Eddie« Morra
- 2011: The Hangover Part II - Philip »Phil« Wenneck
- 2012: Hit and Run - Alex Dimitri
- 2012: Silver Linings Playbook - Patrick »Pat« Solatano, Jr.
- 2012: The Words - Rory Jansen
- 2013: The Place Beyond the Pines - Avery Cross
- 2013: The Hangover Part III - Philip »Phil« Wenneck
- 2013: American Hustle - Richard »Richie« DiMaso
- 2014: Guardians of the Galaxy - Rocket
- 2014: Serena - George Pemperton
- 2014: American Sniper - Chris Kyle
- 2015: Aloha - Brian Gilcrest